# Mai Asada
Mai Asada (浅田 舞 Asada Mai?,  Meitō-ku, Nagoya, Japón, 17 de julio de 1988) es una ex-patinadora de patinaje artístico sobre hielo japonesa. Asada ganó dos medallas de oro en la serie del Grand Prix Juvenil y quedó cuarta en los Campeonatos Mundiales Juveniles de 2003 y 2004. Hizo su debut internacional como sénior en el Campeonato de los Cuatro Continentes de 2006, donde ocupó el sexto lugar.
Asada estudió ballet antes de comenzar a patinar a la edad de ocho o nueve años. Es la hermana mayor de Mao Asada, patinadora tres veces campeona mundial y medallista de plata olímpica en 2010.
Asada ha trabajado como modelo y presentadora de televisión.

## Programas
| Temporada | Programa corto                                                         | Programa libre                                                          | Exhibición         |
| --------- | ---------------------------------------------------------------------- | ----------------------------------------------------------------------- | ------------------ |
| 2007–2008 | - Romeo y Julieta de Piotr Ilich Chaikovski coreo por Tatiana Tarasova | - El lago de los cisnes de Piotr Ilich Chaikovski coreo por Lori Nichol |                    |
| 2003–2004 | - Spanish Dance No. 1 de Manuel de Falla                               | - Romance de Ludwig van Beethoven                                       | - What I Am To You |
| 2002–2003 | - Gabriel's Oboe (de la película La misión) de David Agnew             | - Rondo Adagio Espressivo                                               |                    |

## Aspectos competitivos
| Internacional                    | Internacional | Internacional | Internacional | Internacional | Internacional | Internacional | Internacional |
| Evento                           | 2002–03       | 2003–04       | 2004–05       | 2005–06       | 2006–07       | 2007–08       | 2008–09       |
| -------------------------------- | ------------- | ------------- | ------------- | ------------- | ------------- | ------------- | ------------- |
| Cuatro Continentes               |               |               |               | 6th           |               |               |               |
| GP Copa de China                 |               |               |               |               | 6.º           |               |               |
| GP Trofeo NHK                    |               |               |               |               |               | WD            |               |
| GP Skate America                 |               |               |               |               | 6.º           | 8.º           |               |
| Juvenil internacional            |               |               |               |               |               |               |               |
| Campeonato Mundial Juvenil       | 4.º           | 4.º           |               |               |               |               |               |
| JGP Final del Grand Prix Juvenil |               | 4.º           |               | 5.º           |               |               |               |
| JGP Andorra                      |               |               |               | 1.º           |               |               |               |
| JGP Japón                        |               | 2.º           |               | 4.º           |               |               |               |
| JGP Serbia                       |               |               | 5.º           |               |               |               |               |
| JGP Eslovaquia                   |               | 1.º           |               |               |               |               |               |
| Nacionales                       |               |               |               |               |               |               |               |
| Campeonato Japonés               | 8.º           | 6.º           | 8.º           | 8.º           | 8.º           | 12.º          | 15.º          |
| Campeonato Japonés Juvenil       | 2.º           | 2.º           | 2.º           | 7.º           |               |               |               |